# Dendrocerus ramicornis
Dendrocerus ramicornis är en stekelart som först beskrevs av Karl Henrik Boheman 1832.  Dendrocerus ramicornis ingår i släktet Dendrocerus och familjen trefåresteklar. Arten är reproducerande i Sverige. Inga underarter finns listade i Catalogue of Life.